# Полемічна література
Полемі́чна літерату́ра (від грец. πολεμιχός — войовничий) — підбірка текстів різних авторів, у яких обговорюються проблемні питання релігійної дискусії між католицькою та православною церквами з метою їх об'єднання.

## Берестейська унія
Особливого розвитку полемічна література набула в 16—17 ст., коли католицизм почав релігійно-ідеологічний наступ на православ'я, а також у зв'язку з Берестейською унією 1596 р. Поштовхом для полемічної літератури стала книга польського публіциста — єзуїта Петра Скарґи «Про єдність церкви Божої» (пол. O jedności kościoła Bożego) (Вільно, 1577 р.).
Серед українських політичних, церковних та літературних діячів не було єдиної позиції щодо подій, які відбувалися. Зокрема, як писав В. Щурат: «Унія наблизила Русь до Західної Європи, унія викликала багате письменство, унія прискорила культурний розвиток руського народу». Проте серед прихильників українського православ'я унія породила тривогу і спричинила цілу хвилю протестів у вигляді полемічних трактатів та памфлетів.
У відповідь з'явилися анонімні памфлети українських православних літераторів, твори видатних українських письменників-полемістів Г. Смотрицького, Христофора Філалета, Івана Вишенського, Стефана Зизанія, М. Смотрицького, З. Копистенського, М. Андрелли та ін. Зокрема, «Апокрисис» («Відповідь»), виданий в Острозі польською (1597 р.) і староукраїнською (1598 р.) мовами, написаний Христофором Філалетом у відповідь Петру Скарги, гнівно виступає проти підступної політики папства та зрадницьких дій верхівки українського духовенства, застерігає, що польсько-шляхетська політика соціального і національно-релігійного гноблення українців і білорусів може викликати народне повстання. «Апокрисис» мав велику популярність в Україні і Білорусі.
«Календар римский новый» Смотрицького «змагається» за незалежність «руської віри» з єзуїтом Б. Гербестом, критикує католицьке вчення про божественне походження папської влади і відкидає григоріанський календар. Твір Смотрицького не завжди дотримується теологічних аргументів, натомість використовує гумор з приповідками і прислів'ями, написаний мовою наближеною до народу, і тому стає доступним широким масам.

## Питання реформування православної церкви
Однак полемісти не обмежувалися проблемою боротьби з наступом католицизму. У своїх творах вони порушували питання реформування самої православної церкви, колективного управління її справами, висміювали відсталість і консерватизм православних ієрархів. Крім того, піднімалися і соціально-політичні проблеми: нерівноправності людей, експлуатації людини людиною й одного народу іншим. Особливий полемічний пафос виділяє твори Івана Вишенського. Наприклад, у «Посланні до єпископів» він викриває духовенство як користолюбців, що забули Бога. Єдиним способом порятунку людини від егоїзму і жорстокості світу він вважав чернецтво. Сам Вишенський емігрував до Греції і став ченцем-відлюдником в одній з святих печер на горі Афон.

## Протести ополяченню
Письменники-полемісти Мелетій Смотрицький у творі «Тренос», Захар Копистенський у «Палінодії», Іван Вишенський у «Раді про очищення церкви» виступали проти втручання польського уряду у справи православної української церкви, викривали його політику за принципом «чим гірше, тим краще». Річ в тому, що православні священики, які призначалися сеймом, часто були недостатньо освіченими, відрізнялися сумнівними моральними і особистісними якостями. Один з таких священиків, Кирило Терлецький, постав перед судом за вбивство і зґвалтування. Мали місце здирство грошей у парафіян, розпродаж церковного майна і земель. Внаслідок цього, як і задумували ті, хто проводив таку політику, дискредитація і як наслідок, витіснення православної церкви католицькою було б неминучим.
Полемічна література стала важливою ідейною зброєю в боротьбі за соціальне та національне визволення українського народу та сприяла піднесенню національно-визвольного руху.

## Твори полемічної літератури
- Апокрисис
- Пересторога
- Палінодія